# Kangtorp Yuthipol Khemarak Phumin
Le Kangtorp Yuthipol Khemarak Phumin (Forze armate reali cambogiane o Forze armate reali khmer), Khmer: កងទ័ពយុទ្ធពលខេឞរភូមិន្ទ) (FARC o FARK) sono l'insieme delle forze armate della Cambogia. Il comandante supremo è l'attuale re di Cambogia Norodom Sihamoni, mentre il comandante in capo è il generale Pol Saroeun.
Le forze armate attualmente operano sotto la giurisdizione del Ministero della Difesa Nazionale. Secondo la costituzione, la FARC è incaricata di proteggere l'integrità del Regno di Cambogia da eventuali minacce esterne.

## Storia
Nel secondo dopoguerra fino all'indipendenza del 1953 reparti cambogiani parteciparono alla Guerra d'Indocina in appoggio all'esercito francese contro i Viet Minh, che tra le loro file annoveravano qualche migliaio di cambogiani. Nel 1953 l'esercito contava circa 10 000 uomini, disponeva di una modesta marina militare e alcuni velivoli. Armamenti, equipaggiamento e tattiche rimasero di origine francese fino almeno al 1955. Negli anni sessanta, all'inizio della guerra civile, i reparti arrivarono a contare 35 000 uomini. Molti degli ufficiali avevano fatto carriera nell'esercito coloniale.
Dopo il colpo di stato che depose Norodom Sihanouk nel marzo 1970, la Repubblica Khmer (1970-1975) ribattezzò le forze armate cambogiane in  Forces armées nationales khmères (FANK). Impegnato da subito nella guerra contro i Khmer rossi, esso contò nominalmente fino a 250 000 combattenti, inquadrati in brigate e divisioni, agli ordini diretti del presidente Lon Nol e del comandante in capo Sosthène Fernandez (ex-capo della polizia), con armamenti ed equipaggiamento di provenienza statunitense. In realtà tra gli ufficiali vigeva un alto grado di corruzione e molto spesso le cifre dei reparti erano gonfiate, per permettere di intascare il salario di soldati inesistenti. In ogni caso si trattava di reparti scarsamente addestrati. Inoltre vi era un'ampia attività di contrabbando di armamenti e munizioni. Fu in buona misura solo l'appoggio aereo statunitense a ritardare l'avanzata dei guerriglieri comunisti, ma nel 1973 il Congresso decise di sospendere gli aiuti. Nell'aprile 1975 si ebbe il collasso del regime. Lon Nol, Fernandez e il capo di stato maggiore Sak Sutsakhan abbandonarono Phnom Penh, oramai accerchiata, ma molti ufficiali vi rimasero, contando sull'intercessione di Sihanouk. La capitale cadde il 17 aprile e gli ufficiali individuati come tali vennero uccisi.
L'esercito della Kampuchea Democratica venne chiamato "Esercito Rivoluzionario della Kampuchea" (RAK o KRA il suo acronimo anglosassone). Era composto dai khmer rossi e da soldati del FANK che avevano disertato in precedenza (che non godettero comunque mai della fiducia del regime, tanto da venir epurati successivamente). Sotto il comando di Son Sen, poi Ministro della Difesa, arrivò a contare 230 battaglioni. La guida dei reparti era affidata a una triade composta da un commissario politico, un comandante e un vicecomandante, con il primo ad avere la prevalenza. Non c'era gerarchia formale, ma solo l'associazione a un'unità e al suo comando. Il compito principale del RAK fu inizialmente l'individuazione ed eliminazione di ex-ufficiali del FANK e delle loro famiglie, poi di raggiungere una certa coesione. Caratteristica dei khmer rossi che passò al RAK fu infatti una certa autonomia esercitata da comandanti militari che contemporaneamente erano anche esponenti politici e controllavano le diverse zone del paese, comportandosi in una certa misura come signori della guerra. Reparti venivano quindi spostati tra diverse zone per controbilanciare le influenze dei comandanti locali e le purghe erano frequenti.
Il RAK prese parte agli scontri su scala sempre più vasta che avevano caratterizzato la tensione crescente con il vicino Vietnam, sebbene manchino evidenze che essi siano stati organizzati o approvati dal governo centrale fino alla metà del 1977. Nel febbraio 1978 si stima 30-40.000 soldati fossero utilizzati nei combattimenti al confine orientale. Agli inizi del 1978 l'atteggiamento paranoico del regime si concentrò su tali reparti e portò a migliaia di esecuzioni sommarie. Nella confusione e nella generale carenza di cibo l'intera Divisione 4 razziò i propri depositi e scomparve. Il suo comandante, Heng Samrin, si rifugiò in Vietnam e divenne più tardi uno degli esponenti del governo filovietnamita che rimpiazzò quello dei khmer rossi. Il comandante in capo della zona orientale, Sao Phim, si suicidò nel giugno 1978.
Tra la fine del 1978 e l'inizio del 1979 si ebbe l'invasione vietnamita vera e propria che mise fine al regime di Pol Pot. Nella seguente Repubblica Popolare di Kampuchea l'esercito prese la denominazione di "Forze armate popolari rivoluzionarie della Kampuchea", fino alla restaurazione della monarchia del 1993, quando venne ribattezzato "Forze armate reali khmer", sotto il comando formale del re. Durante gli anni duemila si è avuta una modernizzazione degli armamenti grazie alla collaborazione con l'Esercito Popolare di Liberazione cinese, tanto che negli scontri di frontiera con i thailandesi sono stati utilizzati fucili d'assalto QBZ-97 della Norinco.

### Smobilitazione
Dal 1999, il governo si sta impegnando per smobilitare un gran numero di soldati, con il sostegno della Banca Mondiale. Gli sforzi di smobilitazione iniziarono nel febbraio del 2000, quando 10.000 soldati lasciarono le forze armate. Nel 2001, altri 20.000 militari tornarono alla vita civile, mentre fallì, nel 2003, una seconda fase di smobilitazione, la quale prevedeva che altri 30.000 soldati lasciassero l'esercito.

## Organizzazione

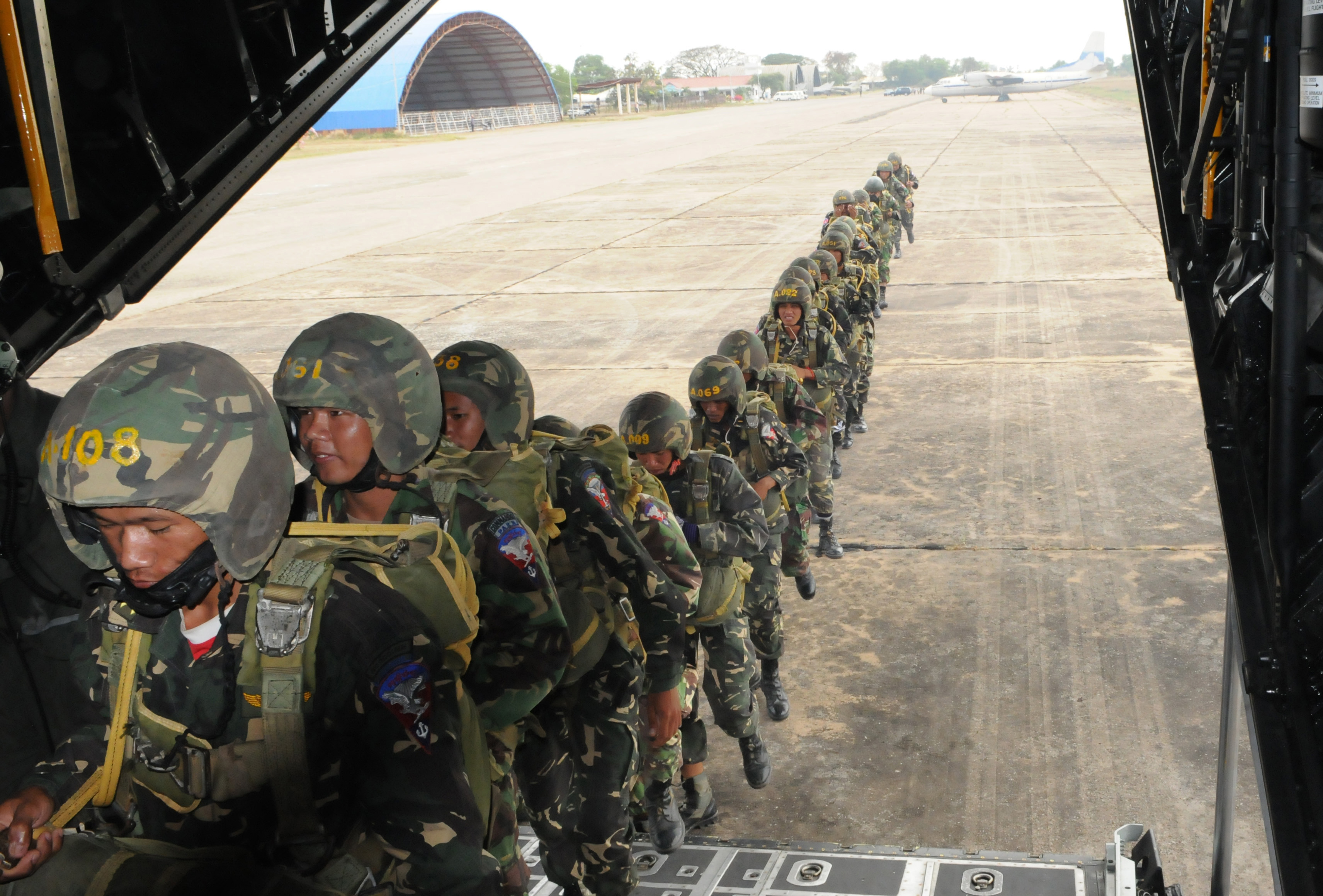
Forze speciali cambogiane nel 2010

Le forze armate cambogiane sono costituite da quattro reparti dipendenti: esercito, marina, aviazione e gendarmeria, a cui vanno aggiunte le forze speciali comandate da Chhab Peakdey, che costituiscono una branca dell'esercito.
Fino al 1970, le forze armate erano suddivise in battaglioni di fanteria e artiglieria. L'aumento del numero del personale ha portato alla trasformazione dei battaglioni in vere e proprie brigate, a loro volta suddivise in divisioni. Al 2022 le forze armate sono composte da circa 100.000 uomini attivi.

## Impegni internazionali

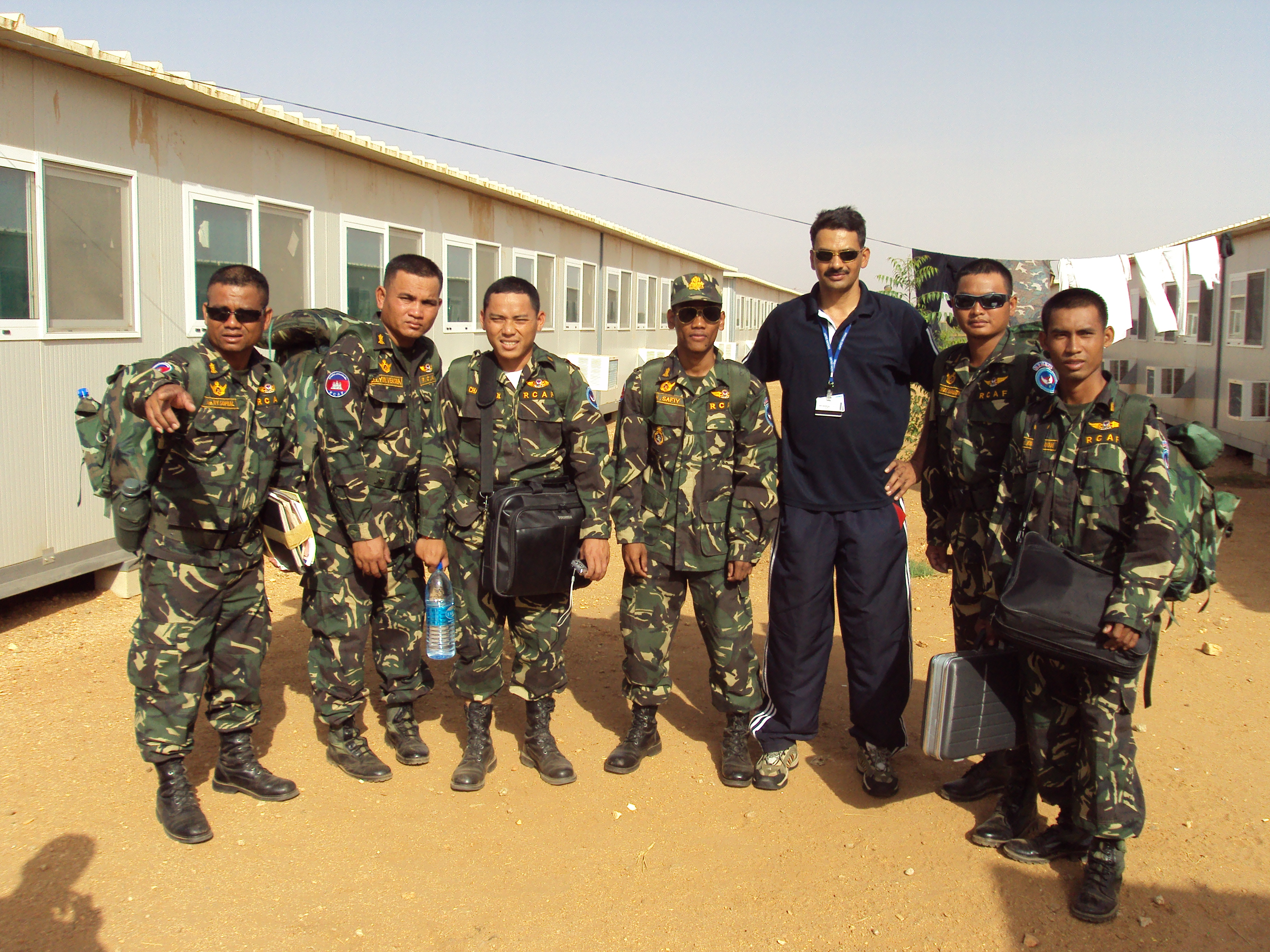
Soldati cambogiani in Sudan

Negli ultimi anni la Cambogia ha partecipato ad alcune peacekeeping sotto l'egida dell'ONU. Secondo Roger Carter, consigliere della sicurezza delle Nazioni Unite in Cambogia, dal 2006 ad oggi (2015) sono stati inviati all'estero un totale di 2816 militari cambogiani, tra cui 81 donne, nelle missioni di mantenimento della pace in Sudan, Sudan del Sud, Repubblica Centrafricana, Ciad, Siria, Libano e Mali.